# Kayo Inaba
Kayo Inaba (稲葉 カヨ, Inaba Kayo) est une biologiste et immunologue japonaise. Elle enseigne et dirige ses recherches à l'université de Kyoto. Elle est connue pour ses recherches qui montrent le rôle des cellules dendritiques dans le système immunitaire. Elle a reçu le prix L'Oréal-Unesco pour les femmes et la science en 2014 pour ses découvertes sur les mécanismes déclenchés par le système immunitaire en réponse à une menace (virus ou bactérie) ou à des cellules anormales (cellules cancéreuses),. 

## Carrière
Kayo Inaba a passé son doctorat en 1978 à l'université de Kyoto. Elle a été la première femme agrégée dans le département des sciences de cette université. De 1982 à 2011, elle a travaillé en collaboration avec le laboratoire de Ralph Steinman. Elle est vice-présidente exécutif de université de Kyoto chargée de l'égalité des genres, des affaires internationales et des relations publiques. Elle est également membre du conseil d'administration de la société japonaise d'immunologie .

## Distinctions
- 2014 prix L'Oréal-Unesco pour les femmes et la science
- 2016 Médaille au ruban pourpre

## Publications
- (en) Ralph Steinman, Maggie Pack et Kayo Inaba, Dendritic Cells in Fundamental and Clinical Immunology, Springer Science & Business Media, 11 novembre 2013, 1– (ISBN 978-1-4757-9966-8, lire en ligne), « Dendritic Cell Development and Maturation »
- (en) Kayo Inaba, Munea Inaba, Margit Witmer-Pack, Karen Hathcock, Richard Hodes et Ralph Steinman, Dendritic Cells in Fundamental and Clinical Immunology, Springer Science & Business Media, 6 décembre 2012, 65– (ISBN 978-1-4615-1971-3, lire en ligne), « Expression of B7 Costimulator Molecules on Mouse Dendritic Cells »
- (en) Ralph M. Steinman, Kayo Inaba, Gerold Schuler et MArgit Witmer, Mechanisms of Host Resistance to Infectious Agents, Tumors, and Allografts: A Conference in Recognition of the Trudeau Institute Centennial, Rockefeller Univ. Press, 1er janvier 1986, 71– (lire en ligne), « Stimulation of the Immune Response: Contributions of Dendritic Cells »